# Le Saix
Le Saix ist eine französische Gemeinde im Département Hautes-Alpes in der Region Provence-Alpes-Côte d’Azur. Sie gehört zum Kanton Serres (bis 2015 Kanton Veynes) im Arrondissement Gap. Die Bewohner nennen sich Saixois.

## Geographie
Le Seix liegt am Flüsschen Maraise und einigen seiner Zuflüsse.
Die Gemeinde grenzt im Nordosten an Saint-Auban-d’Oze, im Südosten an Esparron, im Südwesten an Savournon, im Westen an Chabestan und im Nordwesten an Oze.

## Bevölkerungsentwicklung
| Jahr      | 1962 | 1968 | 1975 | 1982 | 1990 | 1999 | 2008 | 2012 |
| --------- | ---- | ---- | ---- | ---- | ---- | ---- | ---- | ---- |
| Einwohner | 108  | 90   | 81   | 77   | 64   | 79   | 92   | 102  |

## Sehenswürdigkeiten
- Abbaye de Clausonne, Monument historique